# أنتوني بيريز (كرة سلة)
أنتوني بيريز (بالإسبانية: Anthony Perez)‏ مواليد 29 سبتمبر 1993 في فنزويلا، هو لاعب كرة سلة فنزويلي. بدأ مسيرته الاحترافية في سنة 2016. يلعب في الدوري المكسيكي لكرة السلة. يحمل الرقم 13. يبلغ طوله 6 قدم 9 بوصة (2.1 م). مثّل منتخب بلاده. شارك في دورة الألعاب الأولمبية الصيفية سنة 2016.

## روابط خارجية
- أنتوني بيريز على موقع الاتحاد الدولي لكرة السلة (الإنجليزية)
- أنتوني بيريز على موقع كرة السلة الأوروبية.كوم (الإنجليزية)
- أنتوني بيريز على موقع كلية كرة السلة في سبورتس رفرنس.كوم (الإنجليزية)
- أنتوني بيريز على موقع ريلجم (الإنجليزية)
- أنتوني بيريز على موقع بروبوليرز (الإنجليزية)
- أنتوني بيريز على موقع سبورتس رفرنس (الإنجليزية)
- أنتوني بيريز على موقع أوليمبيديا (الإنجليزية)